# 兴胜镇
兴胜镇，是中华人民共和国内蒙古自治区包头市青山区下辖的一个乡镇级行政单位。

## 行政区划
兴胜镇下辖以下地区：
四道沙河村、永和窑子村、羊山窑子村、沙尔庆窑子村、宏庆德村、笸箩铺村、王老大村、顶独龙贵村、兴胜窑子村、东达沟村、西边墙村、后营子村、王应基村、二相公村和当铺窑子村。